# Pella
Pella (grško Πέλλα) je starodavno mesto v Osrednji Makedoniji v Grčiji. Bil je glavno mesto starogrškega kraljestva Makedonije.
Pello je verjetno na začetku 4. stoletja pred našim štetjem ustanovil Arhelaj I. kot novo prestolnico Makedonije, ki je nadomestila Aigai. Mesto je bilo rojstno mesto Filipa II. leta 382 pr. n. št. in Aleksandra, njegovega sina, leta 356 pr. n. št. Pella je hitro postala največje in najbogatejše mesto v Makedoniji in je cvetela zlasti pod vladavino Kasandra in Antigona II. Leta 168 pr. n. št. so mesto oplenili Rimljani med tretjo makedonsko vojno in je vstopilo v dolgo obdobje zatona, njegov pomen pa je zasenčil pomen bližnjega Soluna.

## Etimologija
Ime verjetno izhaja iz besede pella, (starogrško πέλλα), 'kamen', ki se zdi, da se pojavlja v nekaterih drugih toponimih v Grčiji, kot je Pellene. Julius Pokorny rekonstruira besedo iz protoindoevropskega korena peli-s, pel-s, staroindijski pāsāna, kamen (iz *pars, *pels), grški πέλλα, λίθος, kamen, Hesihij (*pelsa), paštunsko parša (*plso), pečina, germansko *falisa, nemško Fels, staronordijsko fall (*pelso), ilirsko *pella, *palla. Solders je v eseju o Hezihijevem glosarju omenil πέλλα (pella), λίθος (kamen) kot starodavno makedonsko besedo. S predpono α tvori besedo ἀπέλλα, apella, 'ograja, ograjen prostor iz kamnov'. Robert Beekes povezuje besedo πέλλα z imenom mesta, vendar nakazuje, da je verjetno predgrškega izvora.

## Zgodovina
V antiki je bila Pella strateško pristanišče, povezano s Solunskim zalivom s plovnim zalivom, vendar sta se pristanišče in zaliv od takrat zamuljila, tako da je mesto ostalo v notranjosti.
Pella se prvič omenja v zvezi s Kserksovim pohodom in v zvezi z makedonsko ekspanzijo in vojno proti Sitalku, kralju Tračanov.
Kot trgovsko prestolnico Makedonskega kraljestva ga je verjetno zgradil Arhelaj I., ki je dopolnjeval starejše mesto palače Aigaj, čeprav se zdi, da obstaja nekaj možnosti, da ga je ustvaril Amintas III. Makedonski.
Arhelaj je povabil slikarja Zevksisa, največjega slikarja tistega časa, da okrasi njegovo palačo. Kasneje je gostil tudi pesnika Timoteja iz Mileta in atenskega dramatika Evripida, ki je tam končal svoje dni s pisanjem in produkcijo Arhelaja. Tu so bile prvič uprizorjene Evripidove Bakhe okoli 408 pr. n. št. Po Ksenofontu je bila Pella v začetku 4. stoletja pred našim štetjem največje makedonsko mesto. To je bil rojstni kraj in sedež Filipa II. leta 382 pr. n. št. in Aleksandra, njegovega sina, leta 356 pr. n. št. To je bilo že obzidano mesto v času Filipa II., zaradi katerega je mesto dobilo velik mednarodni pomen.
Postalo je največje in najbogatejše mesto v Makedoniji in je cvetelo zlasti pod Kasandrovo vladavino, ki ga je preoblikoval in razširil. Antigonova vladavina je najverjetneje predstavljala višek razcveta mesta, saj je to obdobje pustilo največ arheoloških ostankov. Slavni pesnik Arat je umrl v Pelli ok. 240 pr. n. št.
Polibij in Tit Livij nadalje omenjata Pello kot prestolnico Filipa V. in Perzeja med makedonskimi vojnami proti Rimski republiki.
Leta 168 pred našim štetjem so ga oplenili Rimljani in njegovo zakladnico prepeljali v Rim. Livij je poročal, kako je mesto izgledalo leta 167 pr. n. št. Luciju Emiliju Pavlu Macedoniku, Rimljanu, ki je premagal Perzeja v bitki pri Pidni:
... [Paulus] je opazil, da ni bil brez razloga izbran za kraljevo rezidenco. Je na jugozahodnem pobočju hriba in obkroža pregloboko močvirje, da bi ga prehodili peš bodisi poleti bodisi pozimi. Citadela "Fakus", ki je blizu mesta, stoji v samem močvirju, štrli kot otok in je zgrajena na ogromni podkonstrukciji, ki je dovolj močna, da prenese zid in prepreči kakršno koli škodo zaradi infiltracije vode lagune. Na daleč se zdi, da je povezana z mestnim obzidjem, v resnici pa je ločena s kanalom, ki teče med obema obzidjema in je z mestom povezana z mostom. Tako zunanjemu sovražniku onemogoči vse možnosti dostopa in če bi kralj koga zaprl tja, ne bi bilo nobene možnosti pobega, razen po mostu, ki bi ga bilo mogoče zelo enostavno zavarovati.
Pella je bila razglašena za glavno mesto 3. upravne enote rimske province Makedonije in je bila verjetno sedež rimskega guvernerja. Dejavnost je bila še naprej živahna do zgodnjega 1. stoletja pr. n. št. in Pella, ki jo je prečkala Via Egnatia, je ostala pomembna točka na poti med Dyrrachiumom in Solunom.
Približno leta 90 pr. n. št. je mesto uničil potres; trgovine in delavnice iz časa katastrofe so bile najdene z ostanki njihovega blaga, čeprav je bilo mesto sčasoma ponovno zgrajeno na ruševinah. Cicero je tam ostal leta 58 pr. n. št., čeprav se je takrat sedež province že preselil v Solun.
Pella je bila povišana v rimsko kolonijo nekje med 45 in 30 pr. n. št., njena valuta pa je bila označena kot Colonia Iulia Augusta Pella. Avgust je tja naselil kmete, katerih zemljo je uzurpiral, da bi jo dal svojim veteranom. Toda za razliko od drugih makedonskih kolonij, kot so Filipi, Dion in Kasandreja, ni nikoli prišla pod jurisdikcijo ius Italicum ali rimskega prava. Za to obdobje so znani štirje pari kolonialnih sodnikov (duumvirs quinquennales).
Propad mesta sta opisala Dion Hrizostom in Lukijan, čeprav so njune poročila morda pretirana, saj je rimsko mesto zasedlo zahodno od prvotne prestolnice in kovanci kažejo na blaginjo.
Kljub njegovemu zatonu je arheologija pokazala, da je bil južni del mesta v bližini lagune še do 4. stoletja poseljen.
Približno leta 180 našega štetja ga je Lukijan iz Samosate (sodobni Samsat) lahko mimogrede opisal kot »zdaj nepomembno, z zelo malo prebivalci«. Kasneje je začasno nosil ime Dioklecijanopolis.
V bizantinskem obdobju je rimsko mesto zasedla utrjena vas.
Izkopavanja tamkajšnje grške arheološke službe, ki so se začela leta 1957, so razkrila velike, dobro zgrajene hiše s stebrišči in sobami z mozaičnimi tlemi, ki prikazujejo prizore, kot sta lov na leva in Dioniz jezdi panterja. V sodobnem času se znajde kot izhodišče maratona Aleksandra Velikega v čast starodavni dediščini mesta.

## Arheologija
Najdišče so raziskovali popotniki iz 19. stoletja, med njimi Holand, François Pouqueville, Félix de Beaujour, Cousinéry, Delacoulonche, Hahn, Gustave Glotz in Struck, na podlagi opisov Tita Livija. Prva izkopavanja je začel G. Oikonomos v letih 1914–15. Sodobno sistematično raziskovanje najdišča se je začelo leta 1953 in delo se je od takrat nadaljevalo z odkrivanjem pomembnih delov obsežnega mesta.
Februarja 2006 je kmet po naključju odkril največjo grobnico, kar so jih kdaj našli v Grčiji. Imena plemiške starodavne makedonske družine so še vedno na napisih, poslikane skulpture in stene pa so preživele. Grobnica je iz 2. ali 3. stoletja pred našim štetjem. Na splošno so arheologi v Pelli od leta 2000 odkrili 1000 grobnic, vendar te predstavljajo le približno 5 % grobnic na tem mestu. Leta 2009 je bilo najdenih 43 grobov z bogatimi in dovršenimi grobnimi pridatki, leta 2010 pa je bilo odkritih 37 grobov iz let 650 do 280 pr. n. št. z bogatimi staromakedonskimi artefakti, od keramike do plemenitih kovin. Ena od grobnic je bila zadnje počivališče bojevnika iz 6. stoletja pr. n. št. z bronasto čelado z zlatim ustnikom, orožjem in nakitom.
Od leta 2011 je bil izkopan velik del palače, od leta 2017 pa so bili njeni deli obnovljeni.
Številni artefakti so prikazani v Arheološkem muzeju Pella.

### Hipodamov načrt
Ožje mesto je bilo južno od in pod palačo. Zasnovano na mrežnem načrtu, kot ga je predvidel Hipodam iz Mileta, je sestavljen iz vzporednih ulic, ki se sekajo pod pravim kotom in tvorijo mrežo osmih vrst pravokotnih blokov. Bloki so enake širine – vsak približno 45 m – in dolžine, ki se spreminja od 111 m do 152 m, najpogostejši pa je 125 m. Ulice so široke od 9 do 10 metrov, razen srednje vzhodno-zahodne magistrale, ki je široka do 15 metrov. Ta ulica je primarni dostop do osrednje javne agore, ki je zasedala prostor desetih blokov. Dve ulici sever-jug sta tudi nekoliko širši od ostalih in služita za povezavo mesta s pristaniščem bolj južno. Ta vrsta tlorisa sega v prvo polovico 4. stoletja pr. n. št. in je po zasnovi zelo blizu idealu, čeprav se odlikuje po veliki velikosti bloka; Olint na Halkidiki je imel na primer bloke velikosti 86,3 × 35 metrov. Po drugi strani imajo poznejši helenistični urbani temelji bloke, primerljive s tistimi v Pelli: 112 × 58 m v Laodicei ad Mare ali 120 × 46 m v Alepu.

### Urbano področje
Mesto je zgrajeno na nekdanjem otoku Phacos, rtu, ki je v helenističnem obdobju obvladoval morje na jugu. Mestno obzidje, ki ga omenja Livij, je le delno znano. Sestavljeno je iz obzidja iz surovih opek (~ 50 kvadratnih cm), dvignjenega na kamnitem temelju; nekateri od njih so bili severno od palače, nekateri pa na jugu ob jezeru. Znotraj obzidja so na severu trije hribi.
Na častnem mestu v središču mesta je agora, zgrajena v zadnji četrtini 4. stoletja pred našim štetjem in arhitekturni biser, edinstven po zasnovi in velikosti; pokrivala je ~ 7 hektarjev ali 10 mestnih blokov. Pella je eno prvih znanih mest, ki je imelo obsežno cevovodno oskrbo posameznih hiš z vodo in odvajanje odpadne vode iz večine mesta.
Agoro so obdajala senčna stebrišča stoe, ulice zaprtih hiš s freskami na stenah okrog notranjih dvorišč. Prve stenske poslikave trompe l'oeil, ki posnemajo perspektivne poglede, so bile na stenah v Pelli. Tam so bili templji Afrodite, Kibele in Demetre. Znana so tla iz prodnega mozaika: nekatera reproducirajo grške slike; ena prikazuje levjega grifona, ki napada jelena, znan motiv tudi skitske umetnosti, druga prikazuje Dioniza, ki jezdi leoparda. Ti mozaiki so krasili tla bogatih hiš, ki so jih pogosto poimenovali po svojih upodobitvah, zlasti Helenine in Dionizove hiše.

### Palača
Palača je na 70 m visokem hribu severno od mesta, na strateškem položaju, ki obvladuje celotno območje in zavzema veliko površino 75.000 m². Sestavljalo jo je več velikih arhitekturnih skupin na terasah, ki so se vzpenjale od jugozahoda proti severovzhodu, vsaka pa je imela niz prostorov okoli osrednjega dvorišča, običajno s portiki. Najstarejši deli izvirajo iz časa Filipa II., 350-330 pr. n. št., palača pa se je sčasoma razvijala.
Južno pročelje palače, proti mestu, je sestavljal en velik (vsaj 153 metrov dolg) portik, zgrajen na 2 m visokem temelju. Razmerje med štirimi glavnimi kompleksi je opredeljeno s prekinitvijo v portiku, ki ga zasedajo trojne propileje, visok 15 m, ki je dal palači impozanten monumentalen pridih, gledano iz mesta pod seboj.
Arheologi so odkrili tudi palestro in kopeli iz časa vladavine Kasandra.
Velikost kompleksa nakazuje, da v nasprotju s palačo v Vergini to ni bila le kraljeva rezidenca ali veličasten spomenik, temveč tudi vladni kraj, ki je moral sprejeti pomemben del upravnega aparata kraljestva.

## Jezik
Učenjaki so razpravljali o tem, kateri jezik so govorili v starodavni Makedoniji. Odkritje plošče s prekletstvom Pella leta 1986, najdene v Pelli, starodavni prestolnici Makedonije, nam je dalo besedilo, napisano v posebnem dorskem grškem idiomu. Vsebuje prekletstvo ali magični urok (antično grško κατάδεσμος, katadesmos), vpisano na svinčenem zvitku, datirano v prvo polovico 4. stoletja pr. n. št. (okoli 375–350 pr. n. št.). Objavljeno je bilo v Hellenic Dialectology Journal leta 1993. Je eno od štirih besedil, najdenih do danes, ki bi lahko predstavljala lokalno narečno obliko starogrščine v Makedoniji, vsa pa so prepoznavna kot dorska. Ti potrjujejo, da se je v Makedoniji govorilo dorsko grško narečje, kot se je prej pričakovalo od zahodnogrških oblik imen, najdenih v Makedoniji. Posledično je bila plošča s prekletstvom Pella posredovana kot močan argument, da je bil staromakedonski jezik narečje severozahodne grščine, ki je del dorskih narečij.